# Renato Boccardo
Renato Boccardo (* 21. prosince 1952 Sant'Ambrogio di Torino) je italský římskokatolický duchovní a arcibiskup Spoleta-Norcii.

## Život
Narodil se 21. prosince 1952 v Sant'Ambrogio di Torino.
Vstoupil do kněžského semináře Almo collegio Capranica v Římě, kde studoval na Papežské univerzitě svatého Tomáše Akvinského a Papežské univerzitě Gregoriana. Dne 25. června 1977 byl biskupem Giuseppe Garnerim vysvěcen na kněze a inkardinován do diecéze Susa. Získal licenciát z dogmatické teologie a další titul z kanonického práva. Dne 1. května 1982 vstoupil do diplomatických služeb Svatého stolce. Působil na apoštolských nunciaturách v Bolívii, Kamerunu a Francii. Dne 20. ledna 1986 mu byl udělen titul Kaplan Jeho Svatosti.
V letech 1988–2003 sloužil jako ceremoniář Úřadu pro papežské bohoslužby. Dne 22. července mu byla svěřena sekce pro mládež Papežské rady pro laiky a 22. června 1994 mu byl udělen titul Prelát Jeho Svatosti. Dne 20. února 2001 byl jmenován zástupcem hlavy protokolu Státního sekretariátu.
Dne 29. listopadu 2003 jej papež Jan Pavel II. ustanovil sekretářem Papežské rady pro sdělovací prostředky s povýšením na titulárního arcibiskupa z Acquapendente. Biskupské svěcení přijal 24. ledna následujícího roku z rukou kardinála Angela Sodana a spolusvětiteli byli arcibiskup Leonardo Sandri a arcibiskup Piero Marini. Od 22. února 2005 byl generálním sekretářem Governatorátu Městského státu Vatikán.
Dne 16. července 2009 byl papežem Benediktem XVI. jmenován arcibiskupem Spoleta-Norcii.